# Llei d'Ucraïna sobre el règim especial d'autogovern local en determinats districtes de Donetsk i Luhansk
La Llei d'Ucraïna sobre el règim especial d'autogovern local en determinats districtes de les Províncies de Donetsk i Luhansk (rus: Об особом порядке местного самоуправления в отдельных районах Донецкой и Луганской областей, ucraïnès: Про особливий порядок місцевого самоврядування в окремих районах Донецької та Луганської областей) és una llei desenvolupada d'acord amb les disposicions del Protocol de Minsk i adoptada per la Rada Suprema d'Ucraïna el 15 de setembre de 2014. Es va preveure la introducció d'un règim especial d'autogovern local durant un període de 3 anys per a determinades zones de les Províncies de Donetsk i Luhansk, territoris no controlats per les forces ucraïneses des del dia en què es va aprovar la llei.
El règim especial no va entrar en vigor, ja que la legislació d'Ucraïna només pot operar als territoris corresponents amb el control ucraïnès sobre ells.
Les fronteres dels territoris foren aprovades jurídicament el 17 de març de 2015 a base de la línia que separa a Ucraïna i els estats no-reconeguts internacionalment (República Popular de Donetsk i de Luhansk). Les fronteres foren aprovades segons la línia divisòria del 19 de setembre de 2014 (data de l'acord de Memoràndum suplementari de Minsk). Dins dels territoris no foren inclosos els assentaments, el control sota els quals es va perdre 19 de setembre de 2014 per l'exèrcit ucraïnès, i que per tant de facto estan controlades per "Nova Rússia", així com la ciutat estratègica de Debàltsevo.